# Barcelona Gener de 1976
Barcelona Gener de 1976 és un disc del cantautor Lluís Llach. És un tracta d'un enregistrament en directe dels concerts celebrats al Palau d'Esports de Barcelona entre el 15 i el 17 de gener de 1976. Va ser editat per Movieplay i compta amb la col·laboració de Tete Matutano a la flauta, Manel Camp als teclats, Laura Almerich a la guitarra o de Quique Cano al contrabaix, entre d'altres.
Consta de deu cançons, algunes de clàssiques com L'estaca o La gallineta.
El 2006, amb motiu del seu 20é aniversari, es va editar una edició especial, treta al mercat per la discogràfica Dro. Anteriorment se n'havien editat altres versions com la de 1996 per Ediciones del Prado o la del 2004 per Fonomúsic, amb motiu de la col·lecció "La música del Fòrum", distribuïda per un conegut diari català.

## Llista de cançons
1. Respon-me
2. Cal que neixin flors a cada instant
3. Silenci
4. Damunt d'una terra
5. Cançó sense nom
6. L'estaca
7. La gallineta
8. Abril 74
9. El jorn dels miserables
10. Ítaca(fragment)